# 戴夫·羅傑斯
戴夫·羅傑斯（英語：Dave Rodgers，本名：吉安卡洛·帕斯奎尼，1963年2月21日—），意大利男歌手、作曲家和監製，以其對歐陸節拍（Eurobeat）所作出的貢獻而聞名。他部分的歌曲被收錄在日本動畫《頭文字D》當中，比較知名的包括Deja Vu和Space Boy。

## 外部連結
- 官方网站